# Panik (альбом)
Panik — второй студийный альбом немецкой альтернативной группы Panik, выпущенный 25 сентября 2009 года.

## Об альбоме
Panik потребовалось два года тяжелой работы в студии для второго альбома с одноименным названием, чтобы он вышел в свет. «Прошлые два года были полны бросанием вызовов и проблем для нас, — признается Давид, гитарист и сопродюсер Panik. — Было бы ложно утверждать, что все это не оказало влияние на музыку и продвижение работы.»
Из интервью с Давидом:
Этот альбом - зеркало наших собственных жизненных событий. Он настолько заполнен усилием, страстью, счастьем и расстройством, что для нас пока невозможно сделать любое другое суждение. Мы все ещё слишком близки к этому эмоционально. Мы хотели, чтобы этот альбом был самым прекрасным как это возможно. Мы должны были искать в течение долгого времени, чтобы найти хорошую студию и хорошего продюсера. Потом мы должны были выбрать между всеми демозаписями, которые каждый из нас слушал сотни раз. После этого мы отсортировали все песни, и хотели, чтобы каждый трек отличался от другого. Для каждой песни у нас была цель - быть уникальной.

Способ, которым мы пишем наши песни, всегда был тем одним и тем же в течение шести лет, - смеется, - Тимо пишет лирику, и я заведую главным образом за частью музыки, даже больше как продюсер. Линке, у кого есть большой талант к мелодиям, конечно также принимает участие в составе музыки. В течение долгого времени мы росли, и наша музыка с нами - все просто. Кроме того, мы часто работали с Яном, нашим диджеем, мы могли позволить себе больше проб, потому что он был в состоянии переиграть их на стадии. Иначе, это было бы наличием ещё одного шанса! И именно поэтому нет никаких пределов для написания наших песен.

## Список композиций
| №   | Название                       | Длительность |
| --- | ------------------------------ | ------------ |
| 1.  | «Jeder»                        | 3:14         |
| 2.  | «Unsere Zeit»                  | 3:24         |
| 3.  | «Lass Mich Fallen»             | 2:43         |
| 4.  | «Keiner merkt es»              | 3:47         |
| 5.  | «Perfekt»                      | 2:51         |
| 6.  | «Morgencafé»                   | 3:26         |
| 7.  | «Wollt nur wissen»             | 3:11         |
| 8.  | «Kinder (Ist es nicht Krank?)» | 3:50         |
| 9.  | «Was Würdest Du Tun?»          | 3:19         |
| 10. | «Noch nicht tot»               | 3:32         |
| 11. | «Ein letztes Mal»              | 3:38         |
| 12. | «Wir geben's zu»               | 4:02         |
| 13. | «Bevor du gehst»               | 3:29         |

| №   | Название    | Длительность |
| --- | ----------- | ------------ |
| 14. | «San Diego» | 2:43         |

| №  | Название                   | Длительность |
| -- | -------------------------- | ------------ |
| 1. | «Making Of Panik» (Video)  |              |
| 2. | «Jeder» (Video)            |              |
| 3. | «Lass Mich Fallen» (Video) |              |